# 1. FC-TV Urbach
Der 1. FC-TV Urbach 1897 e. V. war ein deutscher Sportverein mit Sitz in der baden-württembergischen Gemeinde Urbach im Rems-Murr-Kreis.

## Vorgängerverein

### 1. FC Urbach
Im März 1921 gründete sich aus dem „Club der Gemütlichkeit“ heraus der 1. FC Urbach. Dieser nahm nach einigen Freundschaftsspielen dann am Spielbetrieb der C-Klasse Schwäbisch Gmünd teil und sollte dann auch in die B-Klasse sowie 1926 in die A-Klasse aufsteigen. 1930 sowie 1931 spielt der Verein zudem in der Kreisliga Württemberg. Ab da bis 1933 war dies dann die Kreisliga Gruppe Rems-Fils. Nach der Machtergreifung der Nationalsozialisten wurden die Spielklassen neu eingeteilt und der 1. FC in die A-Klasse zurückversetzt. Gleich in der ersten Saison gelang hier zwar wieder die Meisterschaft, jedoch sollte es bis zum Aufstieg bis zum Jahr 1935 dauern. Nach dem Ausbruch des Zweiten Weltkriegs musste der Spielbetrieb dann erst einmal eingestellt werden.
Kurz nach dem Ende des Krieges nahm die Mannschaft schon wieder am Spielbetrieb der Bezirksliga Stuttgart teil, zur Saison 1946/47 ging es dann nach einer Neueinteilung der Spielklassen in die Bezirksklasse Rems/Kocher. Am 30. April 1948 schlossen sich dann der Fußballverein mit dem Turnverein Unterurbach zum 1. FC-TV Urbach 1897 e.V. zusammen.

## Geschichte
Nach der Fusion mit dem Turnverein Unterurbach im Jahr 1948 ging es für die Fußball-Mannschaft durch eine weitere Umverteilung der Klassen zur Saison 1953/54 in die A-Klasse Neckar/Rems zurück. Bereits in der nächsten Saison gab es dann die nächste Neueinteilung was den Verein in die A-Klasse Rems-Murr brachte. In diesem Jahr gelang dann dem Verein auch mit einem Punktestand vom 33:5 ungefährdet die Meisterschaft, in der darauffolgenden Aufstiegsrunde ging es dann erfolgreich weiter, womit der Verein im nächsten Jahr in der 2. Amateurliga Stuttgart spielen durfte. Dort konnte sich der Verein dann viele Jahre lang halten musste dann jedoch am Ende der Saison 1966/67 sich schließlich durch den Sieg in der Abstiegsrelegation noch vor dem Abstieg retten. In der Folgesaison zeigte man jedoch genau das Gegenteil und wurde überraschend Meister seiner Staffel, wonach es dann auch noch gelang in die 1. Amateurliga Nordwürttemberg aufzusteigen. Am Ende der Spielzeit 1968/69 konnte mit 26:38 Punkten über den 12. Platz die Klasse dann auch gehalten werden. Bedingt durch viele Verletzungen wurde Spielstärke der Mannschaft in der Folgesaison dann jedoch noch schwächer und somit musste der Verein am Ende der Spielzeit mit 15:45 Punkten schließlich als letzter wieder aus der Liga absteigen.
Im Jahr 1988 fusionierte dann der 1. FC-TV dann mit dem TSV Oberurbach zum heutigen SC Urbach.

## Nachfolgeverein
Die erste Fußball-Mannschaft des SC Urbach spielte in der Saison 2003/04 in der Bezirksliga Rems/Murr und belegte dort am Ende der Spielzeit mit 53 Punkten den dritten Platz. Mit lediglich 20 Punkten ging es am Ende der Folgesaison über den 14. Platz nach unten in die Kreisliga A. Dort spielt die Mannschaft bis heute.

## Persönlichkeiten
- Werner Walter (1939–2000), Jugendspieler und später beim VfB Stuttgart und den Stuttgarter Kickers